# HMS Conway
El HMS Conway fue un escuela de formación naval o «buque escuela», fundada en 1859 y alojada durante la mayor parte de su vida a bordo de un navío de línea de madera del siglo XIX . El barco estuvo originalmente estacionado en el Mersey, cerca de Liverpool, y luego se trasladó al estrecho de Menai durante la Segunda Guerra Mundial. Mientras era remolcado de vuelta a Birkenhead para una reparación en 1953, encalló y naufragó, y más tarde se quemó. La escuela se trasladó a unas instalaciones construidas especialmente para ese fin en Anglesey, donde continuó durante otros veinte años.

## Hundimiento

Bandera de la escuela HMS Conway.

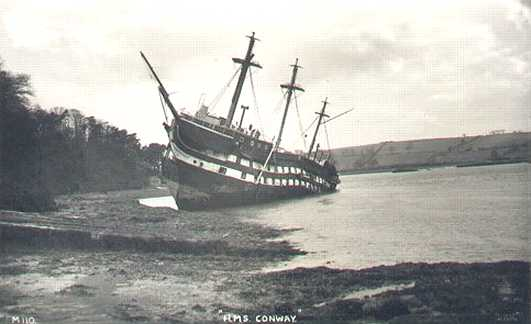
El naufragio de Conway

En 1953, se hizo necesaria otra reparación, que no se pudo realizar localmente, por lo que el barco tuvo que ser llevado de vuelta al dique seco de Birkenhead, pasando de nuevo por las Swellies. La operación se llevó a cabo el 14 de abril de 1953. Allí estaban los mismos dos remolcadores de Liverpool que lo habían trasladado varias veces antes, el Dongarth a proa y el Minegarth a popa. El nuevo capitán superintendente, el capitán E Hewitt, estaba al mando, con dos pilotos locales de Trinity House –el Sr. RD Jones (junior) a bordo del remolcador principal y el Sr. RJ Jones (senior)– asesorando al capitán Hewitt, y el piloto de Blue Funnel Liverpool, el Sr. James Miller, supervisando el remolque.
La pleamar en Liverpool esa mañana fue a las 11:18, a una altura de unos 10 metros y fue la marea más alta ese año. El Almanaque de Laver cita la pleamar en el Puente de Menai como 28 minutos antes de la pleamar en Liverpool. Lo que se denomina «floje» en las Swellies es en realidad un breve período de equilibrio inestable entre dos corrientes de inundación opuestas que normalmente ocurre 1 hora y 42 minutos antes de la pleamar local, o a las 09:08 en la mañana del movimiento. Debido a la fuerza del reflujo que va hacia el suroeste, que corre a 8 nudos durante una marea viva, hay un flujo de marea complejo y confuso entre las numerosas rocas e islotes que genera muchos remolinos poderosos. En una marea grande en particular es vital para un barco que sale a través de las Swellies antes de que la marea se vuelva en su contra. Por lo tanto, es la práctica local comenzar un tránsito de ida con el último tramo de la inundación que va hacia el noreste. 20 minutos antes de la 'temporada baja', o a las 08:48 de la mañana del día de la maniobra. El capitán Hewitt había trabajado con el capitán del puerto de Caernarfon, el capitán Rees Thomas, en la preparación de su plan, y había hecho varias veces un cruce de las olas en el barco a motor del Conway, comprobando sus tiempos a 4 nudos (7,4 km/h; 4,6 mph). También consultó el antiguo libro de registro del Conway para los tiempos del tránsito anterior, y había planeado llegar al puente a las 09:20.
Los ríos del estrecho de Menai se ven afectados por los vientos del exterior en el mar de Irlanda. Con un fuerte viento del norte o del noroeste, tanto la velocidad como la duración del reflujo en dirección suroeste aumentan, y el reflujo en dirección suroeste puede comenzar un cuarto de hora antes. El mapa sinóptico de las 06:00 mostró una depresión profunda estacionaria al oeste de Noruega con un bajo secundario en el mar del Norte y un alto que cierra de manera constante la costa oeste de Irlanda, lo que podría esperarse que resultara en un viento del noroeste cada vez más fuerte en el mar de Irlanda. Pero al abrigo del amarre de Plas Newydd, no había ninguna indicación de esto. A las 08:00, mientras el viento se registraba en el diario de a bordo del Conway como fuerza 1-2 del norte (2 a 5 nudos), a sólo 13 millas de distancia, en la estación frente a Point Lynas, el barco piloto de Liverpool lo registraba como fuerza 6 del noroeste (22-27 nudos)  y su entrada al mediodía era fuerza 7 del noroeste (28-33 nudos), mientras que durante la mañana el Observatorio Bidston registraba ráfagas de hasta 49 nudos (fuerza de tormenta 10).
El Subcomité de Investigación expresó más tarde su sorpresa por el hecho de que el capitán Hewitt hubiera abandonado el amarradero de Plas Newydd sin un pronóstico meteorológico y «no tuviera conocimiento de las condiciones tormentosas que prevalecían en el mar en el momento en que Conway iba a hacer la travesía», ya que era conocimiento local que en ese clima «podían encontrarse condiciones anormales». Además de las corrientes generadas por las mareas en el estrecho de Menai, también hay una corriente no mareal, la Residual del Suroeste, una reacción dinámica que refleja directamente la tensión del viento en el mar de Irlanda. La velocidad media del viento del noroeste de 16 metros por segundo en el mar ese día aumentaría la Residual en 15 cm por segundo, aumentando la fuerza del reflujo que se dirige al suroeste en Plas Newydd hasta en 3 nudos.
El diario de a bordo de Conway muestra que abandonó el amarre a las 08.22 y llegó al puente Britannia a las 08.50, que era la hora recomendada localmente para iniciar el tránsito de ida y Jones, el piloto, naturalmente aconsejó seguir adelante con la última marea creciente que iba hacia el noreste detrás de ella. En cambio, el capitán Hewitt hizo que el barco saliera a la superficie durante media hora para esperar hasta las 09.20. El fuerte viento en el mar de Irlanda hizo que la corriente en el estrecho virara al oeste antes, lo que eliminó el breve período de marea baja. El capitán FJ Durrant, gerente marítimo de la compañía de remolque, observó «La marea baja prevista de diez minutos no se materializó. El reflujo se produjo inmediatamente y la inundación terminó a las 09.20». Como el barco estaba demasiado retrasado y era sensible a las condiciones adversas, el piloto aconsejó regresar. El capitán Hewitt pasó el barco por debajo del puente Britannia a las 09.23 a pesar de que la marea baja ya estaba en su contra.
Solo 17 minutos después, «a las 09.40 el remolcador de proa Dongarth estaba remolcando a toda velocidad contra la marea pero sin hacer más progresos», A las 10:10, 47 minutos después de pasar bajo el puente, el remolque todavía estaba en la misma posición habiendo avanzado solo seis décimas de milla desde el puente dándole a la marea otra media hora para desarrollarse más, pero no fue hasta entonces que el capitán Hewitt hizo deslizar el remolcador de popa y enviarlo hacia adelante para ayudar al remolcador de proa, cuando «el avance se hizo leve pero notable». A las 10.20, ya una hora completa en el reflujo, los pilotos habían trabajado el barco a través de la marea y dentro del remolino que las Instrucciones de Navegación del Almirantazgo indican que se forma cerca de la costa de Anglesey cerca del oeste del muelle norte del Puente Colgante y tenían la intención de mantenerlo allí en la seguridad de esto hasta que la fuerza de la marea hubiera disminuido. En cambio, cuando sólo le quedaban 230 metros para llegar al puente, el capitán Hewitt ordenó que el barco volviera al canal y así se hizo. Casi inmediatamente, a las 10.30, fue alcanzado por un remolino de fuerza abrumadora que empujó al barco a tierra sobre The Platters. «Se produjo este desastroso viraje y se resolvió en cuestión de segundos». En contraste con los 18 minutos que había tardado en completar el tránsito de ida, el barco que salía había tardado 1 hora y 7 minutos en cubrir las 1200 yardas desde el puente Britannia, donde el práctico había recomendado regresar.
Después de que ambos remolcadores a toda velocidad durante diez minutos no lograron hacer ninguna impresión, se les ordenó esperar en el muelle del puente de Menai para otro intento de reflotarlo con la marea de la tarde, cuando habría una mejor oportunidad si el clima en el mar se moderaba. Un tercer remolcador, Grassgarth , enviado a las 14:30 para ayudar a remolcarlo, se vio obligado a regresar a Liverpool debido al estrés del clima.
Mientras su proa estaba firmemente plantada en la plataforma de la costa, su popa flotaba en 30 pies de agua. Cuando la marea bajó, la popa perdió su apoyo, lo que provocó que el barco quedara severamente encallado . Sus costuras se abrieron y, alrededor de las secciones centrales, la altura entre cubiertas se redujo de más de 6 pies (1,8 m) a menos de 4 pies (1,2 m). «Las condiciones a bordo eran muy malas, con el extremo de popa del barco desde el palo mayor hundiéndose hacia abajo y el sonido continuo de crujidos, retorcerse, desgarrarse de la madera y el agua corriendo debajo». Cuando la siguiente marea hizo que la popa no se levantara y el barco se inundó libremente a través de sus costuras abiertas. Siendo evidente que más intentos de remolcar el barco serían inútiles, los remolcadores fueron descargados y partieron hacia Liverpool a la mañana siguiente. Dos días después del encallamiento, en la tarde del 16 de abril de 1953, los inspectores declararon que el Conway era una pérdida constructiva total.